# Lonomia achelous
Lonomia achelous es una especie de polilla de la familia Saturniidae, que se encuentra desde Colombia y Venezuela hasta la Guayana Francesa.
La polilla adulta es de color ocre a amarillo anaranjado con una línea transversal color castaño en cada ala. La larva es de color marrón brillante, con líneas tenues marrón oscuro y una mancha blancuzca en forma de V en la cabeza; presentan pelos o setas (scolus) con sustancias tóxicas que al contacto con la piel producen reacciones inflamatorias agudas y discrasias sanguíneas que pueden causar la muerte si no se aplica un suero antiveneno específico.